# 封神榜 (1989年電視劇)
《封神榜》，改编自中国古典神话小说《封神演义》，是陕西电视台、西安金秋影视制作公司制作拍摄大型电视连续剧，由西安电影制片厂厂长吴天明担任艺术指导，梁丽、张续成、唐远之主演。该剧是中国大陆制作的第一部的《封神演义》题材电视剧，其内容极为忠实原著，细致刻画并还原了原著中比较血腥、残忍、骇人的桥段，甚至出现了部分露点、全裸镜头，并在当时加入了特摄技术，例如郑伦坐骑火眼金睛兽的喷火和庞大体型，使得本剧具备一定视觉冲击力。本剧当时采用边拍摄边播放的方式，后因为六四事件后的大环境的政治气候影响，该剧停止拍摄，仅播出5集，内容涵盖了《封神演义》原著前十八回与第八十九回，现该剧在中国大陆现已经予以解禁。

## 劇情簡介
主要讲述了狐狸精被纣王打猎射伤，后被女娲叫去惑乱君心，后姜子牙受命出山降妖，消灭琵琶精的故事。

## 音樂
- 片头曲：人心岂能测天机（董华演唱）
- 片尾曲：人间奇谈（董华演唱）

## 演员表
- 苏妲己—梁丽
- 纣王—张续成
- 姜子牙—唐远之
- 女娲—陶红
- 琵琶精—张玲
- 狐狸精—石磊
- 费仲—谭邦元
- 尤浑—林子
- 商容—孙永和
- 姜皇后—杨青
- 黄妃—赵虹
- 比干—杨西顺
- 黄飞虎—邹月尔
- 杨任—赵志一
- 方弼—賈石頭
- 方相—賀金鋒
- 晁田—傅衛東
- 殷郊—马忍
- 殷洪—陆敏
- 姜環—任亞林
- 苏全忠—王光辉
- 马氏—吴丽生
- 宋异人—顾虹
- 李小六—宋娘子
- 劉大—高樹藝
- 賣茶人—狄廣元

## 职员表
- 艺术指导—吴天明
- 总监制—董祥明
- 劇本策劃—鄭完棜
- 制作人—高泉夫、吴健、潘安生
- 监制—董祥明
- 原著—许仲琳
- 导演—强小陆、鱼尚承
- 副导演—孫毅安、馬建安、李鋒
- 编剧—鱼尚承、强小陆
- 摄影—骆永箴
- 剪辑—晓红
- 道具—王吾育、刘学林
- 特技—孙超德、马骥
- 技术—袁长保
- 特技制作—李发旺
- 烟火—文天运、张东海
- 服装设计—郝龙喜、聂林、方鹏
- 照明—李祥民
- 录音—魏伽
- 录像—惠青生
- 布景师—徐矗华
- 制作—陕西电视台、西安金秋影视制作公司
- 技术指导—吴天明
- 剧本策划—郑完柽
- 美工—惠明济
- 副美工—傅衛東、于森林
- 化妝—呂迎春、王永宽
- 发型—张凤兰
- 置景—徐鑫华
- 作曲—张大龙
- 编舞—卫天熙
- 独唱—董华
- 演奏—陕西省古典艺术团
- 指挥—安志顺[2]

## 軼事
- 此劇是歷來眾多由《封神演義》改編的電視劇中，高度忠實於原著的一部。
- 此劇是中国大陆第一部根據《封神演義》小说改編的電視劇。
- 此劇首播至第5集時經歷了六四事件，後被勒令停止拍攝，劇情僅發展到姜子牙火燒琵琶精為止，並被禁播，後予以解禁。
- 此劇對原著高度還原，拍攝手法细致，對原著中炮烙、蠆盆、剜目、剖腹有細緻入微的刻畫與描寫。
- 此劇出現部分裸露鏡頭，如女媧裸露下體陰毛，只披著薄紗近乎全裸，妲己睡覺時候露點，琵琶精洗澡的時候全裸，且有乳頭的特寫鏡頭。
- 此劇是中国大陆最早使用特攝技術的神怪劇，片中鄭倫的火眼金睛獸由人扮演，能夠口吐火焰，使用了當時較早的電視劇煙火技術手段。
- 此劇是中国大陆最早出现神兽坐骑的电视剧，后1990年《封神榜》电视剧取消了神兽坐骑，直到2006年《封神榜》电视剧才以电脑特效技术进行还原。

## 備註
1. ↑  受六四事件影響停播，本剧艺术指导吴天明当时滞留美国，亦无法完成本剧后续情节拍摄。

## 外部連結
- 豆瓣电影上《封神榜》的資料 （简体中文）
- YouTube上《封神榜》观看地址 （页面存档备份，存于）